# Courcabo

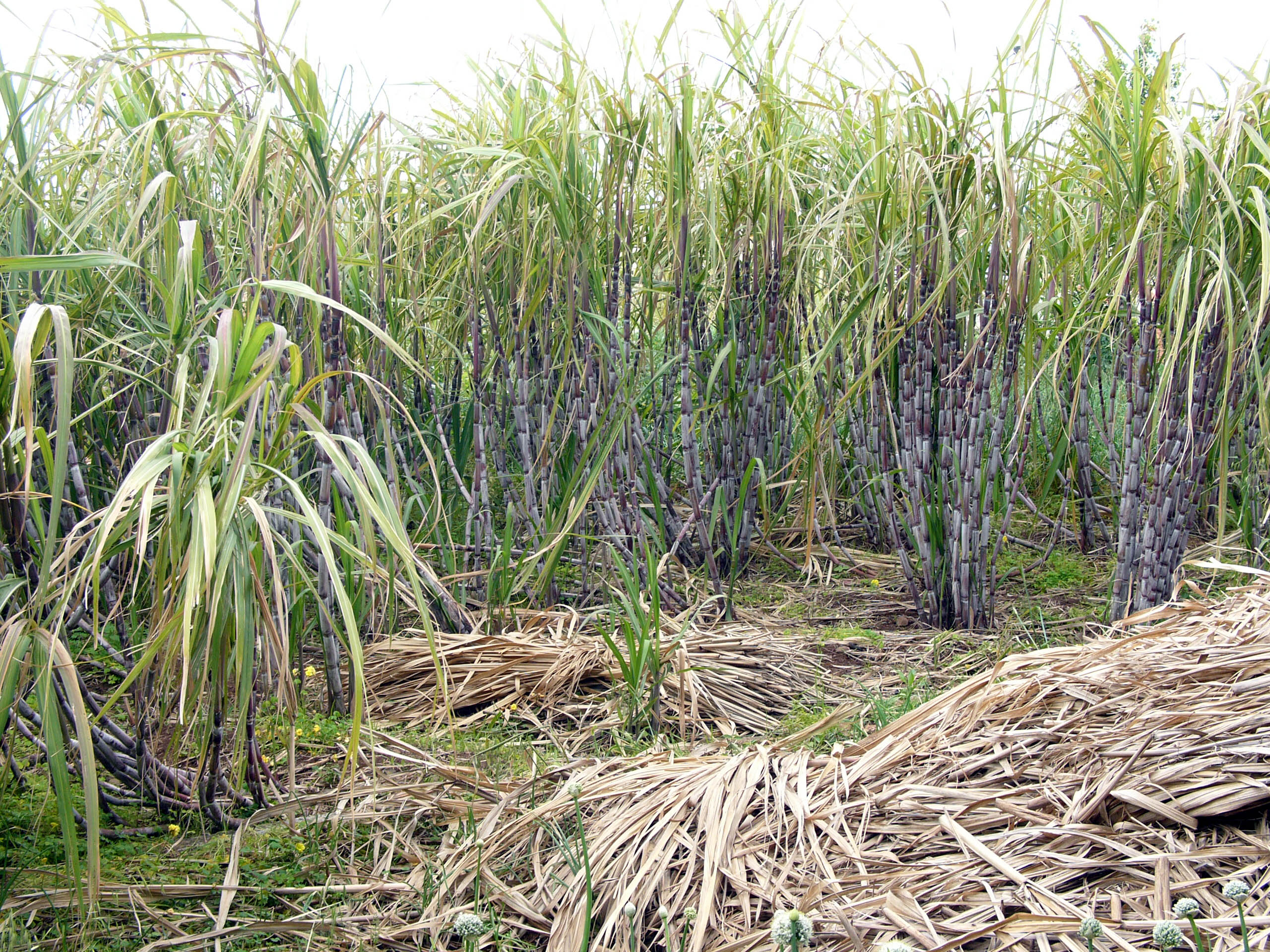
Suikerriet

Courcabo was een suikerrietplantage aan de Commewijnerivier in Suriname.

## Geschiedenis
De plantage werd rond 1665 aangelegd door Abraham Schoors. Courcabo is een inheemse naam. In 1687 werd op Courcabo een kerk gebouwd die tot 1721 bleef bestaan. Na het overlijden van Schoors hertrouwde zijn vrouw Dorothea Matson met Jeronimo Clifford. Clifford moest met schulden het land verlaten en de plantage werd vervolgens in twee delen geveild. De eigenaar van het westelijk deel werd in 1732 Frans Laurens Wriedt, die het hernaamde tot Wrieddijk. De nieuwe eigenaar van het oostelijk deel werd Jan de Backer.
De volgende eigenaar was Jan Ridderbagh die getrouwd was met Maria Hardebil. Na het overlijden van Ridderbagh hertrouwde Maria in 1696 met Willem Pedy. In de periode 1675 tot 1737 was Courcabo de grootste suikerplantage van Suriname, goed voor zes procent van de totale suikerproductie van Suriname.
In 1724 trouwde François Anthony Bleij met Geertruida de Backer. Zij kregen in 1726 een dochter: Anna Magdalena. De volgende eigenaar werd Pieter Mauricius, zoon van gouverneur Jan Jacob Mauricius door diens huwelijk met Anna Magdalena Bleij. Zij werd berucht vanwege de wreedheid tegen haar slaven. Op de kaart van Lavaux uit 1737 is de plantage 900 akkers. Het land achter Courcabo hoort dan bij Siparipabo. Toen zij in 1757 scheidden bleef het grootste deel van het bezit in haar handen.
In 1762 hertrouwde Anna Magdalena met Martinus Lodovicus Whijts. Daarna werd de plantage in 1765 verkocht aan de firma Moesner en Compagnie. Elisabeth Buys die in 1766 getrouwd was met Jan Nepveu, kocht in 1771 de plantage op een veiling. Onderdeel van de plantage was een steenfabriek. Toen zij in 1775 overleed, werd het bezit overgedragen aan haar erfgenamen, waaronder Jan Nepveu en haar zoon Frederik Cornelis Stolkert. 
In 1793 stond Frederik Cornelis als eigenaar vermeld en werd er suikerriet geteeld. Dat gedeelte heette toen Stolkertsijver. Na de dood van Stolkert werd de plantage geveild en gekocht door Samuel Hananja de la Parra. Stolkertsijver produceerde tot 1821 suiker. Daarna werd de plantage verlaten. Het plaatsje Stolkertsijver bestaat nog wel.
A la bonne heure · Anna's Zorg · Akkerboom · Alliance · Alkmaar · Andresa · Auka · Andreesgift · Bantaskine · Barbados · Batavia · Beekenhorst · Belladrum · Bellevue · Belwaarde · Beninenburg · Berg en Dal · Bergen op Zoom · Berlijn (Commewijne) · Berlijn (Para) · Bethlehem · Boksweide · Boston · Botany Bay · Boxel · Bronswijk · Brouwerslust · Bruinendaal · Bucklebury · Buitenrust · Burnside · Cadrosspark · Caledonia · Campenburg · Cannewapibo · Catharina Sophia · Clevia  · Cliffort-Kokshoven · Clyde · Concordia · Concordia en een Kwart Lot · Courcabo · De Dageraad · De Goede Vriendschap · De Resolutie · De Vier Hendrikken · Diamond · Dijkveld · Domburg · Dordrecht · Eendragt · Elisabeth's Hoop · Ellen · L'Espérance (Nickerierivier) · L'Espérance (Surinamerivier) · Esthersrust · Fairfield · Fortuin · Flora · Florentia · Frederiksburg · Frederiksdorp · Frederikslust · Geertruidenberg · Geyersvlijt · Glensander · Gloria · Groot Chatillon · Groot Marseille · Guadeloupe · Hague · Hamburg · Hamilton · Hamptoncourt · Hannover · Hazard · Hebron · Hecht en Sterk · Hooyland · Hope · Houttuin · Huntly · Huwelijkszorg · Inverness · Jagtlust · Jodensavanne · Johan & Margaretha · Johanna Catharina · Johanna Maria · Johannesburg · John · Katwijk · Kent · Kerkshoven · Killenstein · Klein Bellevue · Kleinhoop · Krappahoek · Kroonenburg · Kwatta · La Jalousie · La Prosperité · La Rencontre · La Ressource (Saramacca) · La Ressource (Surinamerivier) · La Singularité · Laarwijk · Leasowes · Leliëndaal · Leonsberg · Livorno · Longmay · Lunenburg · Lust en Rust · Lustrijk · Maasstroom · Margarethenburg · Maria Petronella · Mariënbosch · Mariënburg · Margaretha's Gift · Mary's Hope · Meerzorg · Merveille · Moed en Kommer · Mon Bijou · Mon Souci · Mon Trésor · Monnikendam · Mopentibo · Morgenster · Moy · Nieuw Mocha · Nieuwzorg · Nieuwe Aanleg · De Nieuwe Grond · Nijd en Spijt · Novar · Nursery · Nut en Schadelijk · Onoribo · Onverwacht · Oranibo · Ornamibo · Overbrug · Overtoom 
· Oxford · Palestina · Paradise · Persévérance · Petersburg · Picardië · Peperpot · Pieterszorg · Plaisance · Poelwijk · Potosie · Purmerend · Reijnsdorp · Reijnsfort · Rijnberk · Roosenburg · Rorac · Rust en Werk · Rustenburg · Saltzhalen · Sans Souci · Saphir · Sarah · Sardam · Schaapstede · Schoonoord · Sinabo en Gelre · Sint Barbara · Sint Eustatius · Slootwijk · Sorgvliet · Spieringshoek · Standvastigheid · Suidwijn · Suzanna's Daal · Toevlugt (Surinamerivier) · Tout Lui Faut · Toledo · Totness · Tyronne · 't Vertrouwen · Victoria · Vierkinderen · Visserszorg · Voorburg · Voorzorg (Saramacca) · Vossenburg · Vredenburg · Vriendsbeleid en Ouderzorg · Vreeland · Waltonhall · Waldijk · Waterloo · Wederzorg · Welbedacht · Welgelegen (Commewijne) · Welgelegen (Coronie) · Welgevallen · Weltevreden · Wolffs Capoerica · Wolfenbüttel · 't Ylant · Zoelen · Zorg en Hoop (hout) · Zorg en Hoop (indigo) · Zorg en Hoop (katoen) · Zorg en Hoop (suiker)